# Nhân phẩm
Nhân phẩm hay phẩm giá con người là quyền của một người được coi trọng và tôn trọng vì lợi ích của chính họ, và được đối xử có đạo đức. Nó có ý nghĩa về đạo đức, luật pháp và chính trị như là một sự mở rộng của các khái niệm thời kỳ Khai sáng về các quyền vốn có, không thể thay đổi. Thuật ngữ này cũng có thể được sử dụng để mô tả hành vi cá nhân, như trong "hành xử với nhân phẩm".

## Một số phẩm giá
Sinh vật sống. Về mặt sinh vật, con người là bộ phận của tự nhiên, sản phẩm của quá trình phát triển lâu dài trong tự nhiên; chịu sự tác động của các quy luật sinh học tự nhiên. Con người cũng có những nhu cầu tự nhiên giống các loài vật khác và từ đó hình thành nên nhu cầu quyền tự nhiên của con người là: tồn tại, ăn, ở, sinh sản, đi lại.
Có ngôn ngữ, có lý trí: đây là phẩm giá đặc biệt của con người hình thành nên nhu cầu quyền về  tự do tư tưởng, ngôn luận, niềm tin.
Là thực thể xã hội. Về mặt xã hội, con người chỉ tồn tại với tính cách là con người khi được sống trong môi trường xã hội; chịu sự tác động của các quy luật xã hội, các quy luật tâm lý. Bản chất xã hội của con người được hình thành và thể hiện tập trung ở hoạt động lao động sản xuất. Mặt xã hội là phương thức, là điều kiện cho con người thoả mãn nhu cầu sinh vật. Con người muốn thoả mãn nhu cầu sinh vật phải dựa vào lao động sản xuất và yếu tố xã hội góp phần tăng thêm hoặc làm giảm đi sức mạnh của yếu tố sinh vật. Từ nhân phẩm này, con người có nhu cầu về lao động, học tập, giải trí, chính trị, văn hóa, xã hội...
Có năng lực sáng tạo, từ đó có nhu cầu quyền về làm việc, nghiên cứu, sáng tạo nghệ thuật...
Có tình cảm, từ đó có nhu cầu quyền về yêu, đối xử khoan dung, nhân đạo...
Ham hiểu biết, từ đó có nhu cầu về giáo dục, đào tạo...

## Sử dụng hiện đại
Con người thường sử dụng từ "nhân phẩm" theo cách thức tuyên bố và thận trọng: ví dụ, trong chính trị, nó có thể được sử dụng để phê phán cách đối xử của các nhóm và dân tộc bị áp bức và dễ bị tổn thương, nhưng nó cũng đã được áp dụng cho các nền văn hóa và văn hóa phụ, đến niềm tin và lý tưởng tôn giáo, và thậm chí cả động vật được sử dụng làm thực phẩm hoặc nghiên cứu.
"Nhân phẩm" cũng có ý nghĩa mô tả liên quan đến giá trị của con người. Nói chung, thuật ngữ này có nhiều chức năng và ý nghĩa khác nhau tùy thuộc vào cách sử dụng thuật ngữ và bối cảnh.
Trong cách sử dụng hiện đại thông thường, từ này biểu thị "sự tôn trọng" và " địa vị", và nó thường được sử dụng để gợi ý rằng ai đó không nhận được một mức độ tôn trọng thích hợp, hoặc thậm chí họ không đối xử với lòng tự trọng đúng đắn. Ngoài ra còn có một lịch sử lâu dài về việc sử dụng triết học đặc biệt của thuật ngữ này. Tuy nhiên, nó hiếm khi được định nghĩa đầy đủ trong các cuộc thảo luận chính trị, pháp lý và khoa học. Các tuyên bố quốc tế cho đến nay vẫn chưa xác định được rõ ràng về nhân phẩm, và các nhà bình luận khoa học, chẳng hạn như những người tranh luận chống lại nghiên cứu di truyền và sinh học tổng hợp, trích dẫn nhân phẩm là một lý do nhưng lại mơ hồ về ứng dụng của nó.